# بطولة آسيا للبندقية الهوائية 2018
بطولة آسيا للرماية بالبنادق الهوائية 2018 (بالإنجليزية: 2018 Asian Airgun Championships) هي نسخة من بطولة آسيا للرماية أقيمت في مجمع الشيخ صباح الأحمد الأولمبي للرماية في مدينة الكويت، الكويت خلال الفترة من 2 إلى 12 نوفمبر 2018.

## ملخص الميداليات

### الرجال
| الحدث                  | الذهبية                                                  | الفضية                                                               | البرونزية                                             |
| ---------------------- | -------------------------------------------------------- | -------------------------------------------------------------------- | ----------------------------------------------------- |
| 10 متر مسدس هواء       | وو جيايو · الصين                                         | هوانغ جونتشي · الصين                                                 | تشانغ هاو (رامي رياضي) · الصين                        |
| 10 متر مسدس هواء فرق   | الصين · هوانغ جونتشي · وو جيايو · تشانغ هاو (رامي رياضي) | سنغافورة · جاي بن · لين جينغشيانغ · سيباستيان سون                    | الكويت · سعد العجمي · علي المطيري · حمد النمشـان      |
| 10 متر بندقية هواء     | يانغ هاوران · الصين                                      | تساو ييفي · الصين                                                    | ليو يوكـون · الصين                                    |
| 10 متر بندقية هواء فرق | الصين · تساو ييفي · ليو يوكـون · يانغ هاوران             | كازاخستان · إيليا فيدين (رامي رياضي) · أليكسي كليمينوف · يوري يوركوف | البحرين · حسين عبد الجبار · ناصر بن تركي · محمود هاجي |

### السيدات
| الحدث                  | الذهبية                                                     | الفضية                                                   | البرونزية                                                   |
| ---------------------- | ----------------------------------------------------------- | -------------------------------------------------------- | ----------------------------------------------------------- |
| 10 متر مسدس هواء       | جيانغ رانشين · الصين                                        | تيه شيو هونغ · سنغافورة                                  | لي شيويه (رامية رياضية) · الصين                             |
| 10 متر مسدس هواء فرق   | الصين · جيانغ رانشين · لي شيويه (رامية رياضية) · وانغ تشيان | تايبيه الصينية · تيان تشيا-تشن · تو يي يي-تزو · يو آي-ون | سنغافورة · تيه شيو هونغ · تيه شيو يي · تيو شون شي           |
| 10 متر بندقية هواء     | وو مينغيانغ · الصين                                         | تيسا نيو · سنغافورة                                      | تشاو روتشو · الصين                                          |
| 10 متر بندقية هواء فرق | الصين · وانغ شو يي · وو مينغيانغ · تشاو روتشو               | سنغافورة · تيسا نيو · أديل تان · مارتينا فيلوسو          | تايبيه الصينية · هونغ تشي-تشنغ · بان تشيا-وي · تساي يي-تينغ |

### مختلط
| الحدث                        | الذهبية                          | الفضية                           | البرونزية                                            |
| ---------------------------- | -------------------------------- | -------------------------------- | ---------------------------------------------------- |
| 10 متر مسدس هواء فرق مختلط   | الصين · وو جيايو · جيانغ رانشين  | الصين · وانغ مينغيي · وانغ تشيان | تايبيه الصينية · كوو كوان-تينغ · يو آي-ون            |
| 10 متر بندقية هواء فرق مختلط | الصين · يانغ هاوران · تشاو روتشو | الصين · تساو ييفي · وانغ شو يي   | اليابان · ناويا أوكادا · أيامو شيميزو (رامية رياضية) |

## جدول الميداليات
*   البلد المضيف (مضيف)
| المرتبة | فريق           | ذهبية | فضية | برونزية | المجموع |
| ------- | -------------- | ----- | ---- | ------- | ------- |
| 1       | الصين          | 10    | 4    | 4       | 18      |
| 2       | سنغافورة       | 0     | 4    | 1       | 5       |
| 3       | تايبيه الصينية | 0     | 1    | 2       | 3       |
| 4       | كازاخستان      | 0     | 1    | 0       | 1       |
| 5       | اليابان        | 0     | 0    | 1       | 1       |
| 5       | الكويت         | 0     | 0    | 1       | 1       |
| 5       | البحرين        | 0     | 0    | 1       | 1       |
| المجموع | المجموع        | 10    | 10   | 10      | 30      |

## وصلات خارجية
- النتائج الرسمية